# Ржавец (Воронежская область)
Ржавец — село в Терновском районе Воронежской области России. Входит в состав Новокирсановского сельского поселения.

## География
Село находится в северо-восточной части Воронежской области, в лесостепной зоне, в пределах Окско-Донской равнины, на расстоянии примерно 16 километров (по прямой) к юго-юго-востоку (SSE) от села Терновка, административного центра района. Абсолютная высота — 160 метров над уровнем моря.
Часовой пояс
Село Ржавец, как и вся Воронежская область, находится в часовой зоне МСК (московское время). Смещение применяемого времени относительно UTC составляет +3:00.

## Население
| 1859 | 1897 | 2010 | 2012 | 2013 | 2014 | 2015 |
| ---- | ---- | ---- | ---- | ---- | ---- | ---- |
| 592  | ↗905 | ↘160 | ↘142 | ↘141 | ↘125 | ↘119 |
| 2016 |      |      |      |      |      |      |
| ↗126 |      |      |      |      |      |      |

Гендерный состав
По данным Всероссийской переписи населения 2010 года в гендерной структуре населения мужчины составляли 46,3 %, женщины — соответственно 53,7 %.
Национальный состав
Согласно результатам переписи 2002 года, в национальной структуре населения русские составляли 96 %.

## Инфраструктура
В селе функционируют фельдшерско-акушерский пункт и отделение Почты России. Действует храм во имя иконы Казанской Божьей Матери.

## Улицы
Уличная сеть села состоит из четырёх улиц.